# Лондонский струнный квартет

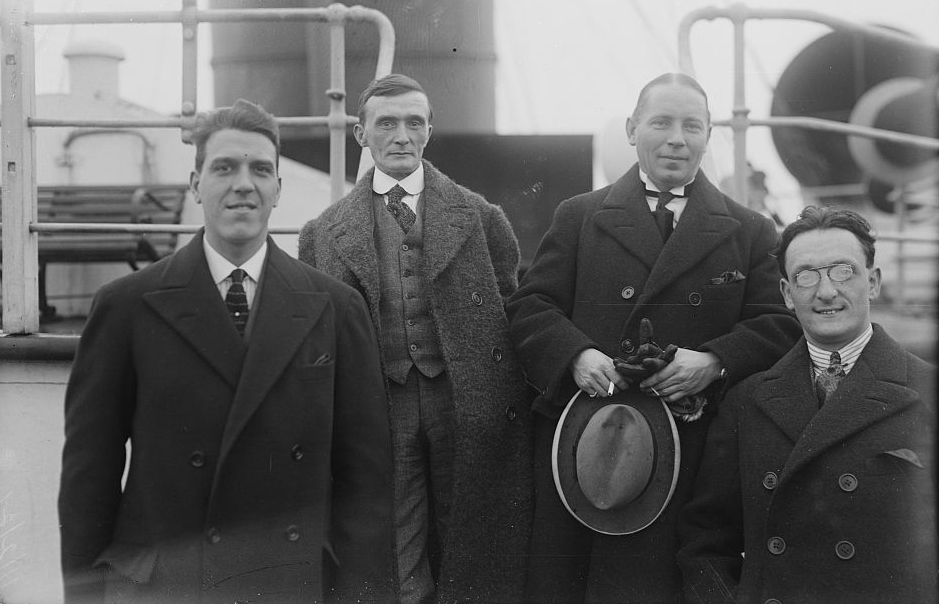

Лондонский струнный квартет (англ. London String Quartet) — британский струнный квартет, выступавший в 1908—1934 гг. и базировавшийся в Лондоне.

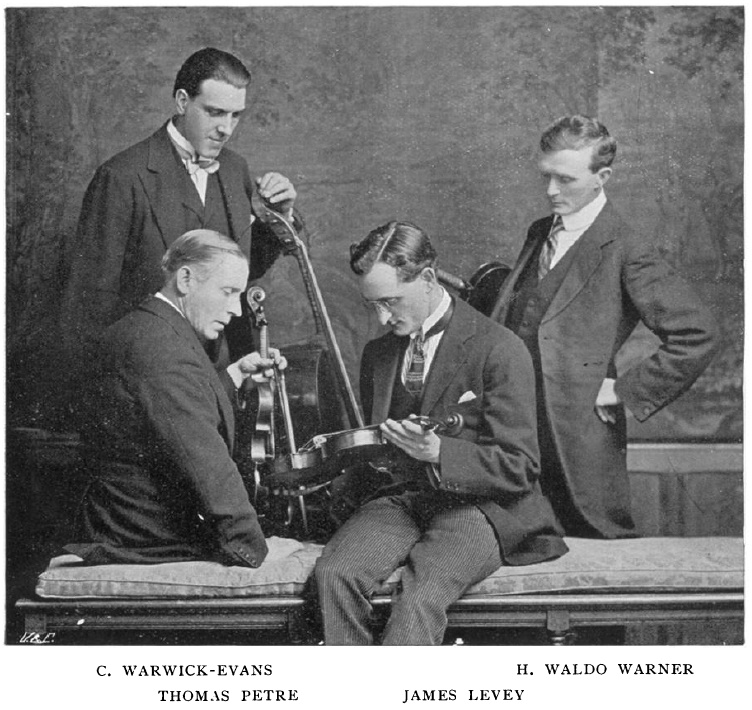

Был создан по инициативе Чарльза Уорика-Эванса, ставшего бессменным виолончелистом коллектива; на протяжении почти всего существования квартета вторую скрипку играл Томас Петри (с перерывом в 1916—1918 гг., когда он был призван на военную службу), другие исполнители менялись. Музыканты квартета, стремившиеся к ансамблевой игре на уровне солистов-виртуозов, репетировали около полутора лет прежде чем дать премьерное выступление 26 января 1910 года (прозвучали произведения Эрнеста фон Донаньи, Петра Чайковского и игравшего в ансамбле на альте Гарри Уолдо Уорнера). Дебют квартета был благожелательно встречен критикой, и вскоре коллектив выдвинулся в первые ряды британского камерного исполнительства. После первых выступлений под названием «Новый квартет» в 1911 г. было принято окончательное имя ансамбля.
Преодолев трудности Первой мировой войны (в ходе которой квартет дал более 100 «лёгких» концертов для поднятия духа лондонцев), ансамбль с 1917 года начал записывать полностью камерные ансамбли, во многих случаях впервые, — среди осуществлённых записей квартеты Бетховена, Гайдна, Моцарта, Шуберта и др. Как утверждал скрипач квартета Альберт Саммонс, одна из ранних записей (струнный квинтет Моцарта, с участием Альфреда Чарльза Хобдея) была сделана 13 июня 1917 года непосредственно во время немецкой бомбардировки Лондона. Коллектив гастролировал во Франции, Испании, Португалии, Германии, скандинавских странах, США (под патронатом Элизабет Кулидж) и Канаде, в том числе с недельными сериями концертов, в ходе которых исполнялись все квартеты Бетховена.
В 1934 г. квартет был распущен по финансовым причинам. В 1941 г. участники последнего состава квартета по приглашению Элизабет Кулидж дали четыре концерта в Лос-Анджелесе, заявив при этом, что чувствуют себя так, будто они никогда не расставались. В послевоенные годы квартет был на несколько лет воссоздан Уориком-Эвансом и последним примариусом Джоном Пеннингтоном.

## Состав
Первая скрипка:
- Альберт Саммонс (1908—1917)
- Джеймс Ливи (1917—1922)
- Артур Бекуит (1922—1923, на время болезни Ливи)
- Джеймс Ливи (1923—1927)
- Джон Пеннингтон (1927—1934; 1945—1952)

Вторая скрипка:
- Томас Петри (1908—1916)
- Уинн Ривз (1916)
- Эдвин Вирго (1917—1918)
- Херберт Кинзи (1918)
- Томас Петри (1919—1934)
- Лоран Аллё (1945—1952)

Альт:
- Гарри Уолдо Уорнер (1908—1930)
- Уильям Примроуз (1930—1934)
- Сесил Бонвалот (1945—1952)

Виолончель:
- Чарльз Уорик Эванс (1908—1934; 1945—1952)